# Campeonato NORCECA de Voleibol Femenino Sub-18 de 2012
El Campeonato NORCECA de Voleibol Femenino Sub-18 del año 2012 fue la octava edición de este torneo femenino de voleibol que se realiza cada dos años. Siete selecciones nacionales de la categoría participaron en el torneo del 6 al 11 de agosto de 2012 en Tijuana, Baja California, México. El evento sirvió como clasificatorio para el Campeonato Mundial de Voleibol Femenino Sub-18 de 2013.

## Equipos participantes
| Grupo A        | Grupo B              |
| -------------- | -------------------- |
| Costa Rica     | República Dominicana |
| Guatemala      | Puerto Rico          |
| México         | Trinidad y Tobago    |
| Estados Unidos |                      |

## Primera Fase
| – | Clasificado para Semifinales      |
| – | Clasificado para cuartos de final |

### Grupo A

#### Clasificación
| Pos | Equipo         | PJ | PG | PP | SF | SC | DS | PTS |
| --- | -------------- | -- | -- | -- | -- | -- | -- | --- |
| 1   | Estados Unidos | 3  | 3  | 0  | 9  | 0  | 9  | 15  |
| 2   | México         | 3  | 2  | 1  | 6  | 3  | 3  | 10  |
| 3   | Guatemala      | 3  | 1  | 2  | 3  | 8  | -5 | 3   |
| 4   | Costa Rica     | 3  | 0  | 3  | 2  | 9  | -7 | 2   |

#### Resultados
| Fecha    |                | Resultado |                | Set   | Set   | Set   | Set   | Set   | Puntuación Total | Reporte |
| Fecha    | 1              | Resultado | 2              | 3     | 4     | 5     |       |       | Puntuación Total | Reporte |
| -------- | -------------- | --------- | -------------- | ----- | ----- | ----- | ----- | ----- | ---------------- | ------- |
| 06-08-12 | Estados Unidos | 3 - 0     | Costa Rica     | 25-15 | 25-11 | 25-10 |       |       | 75 - 36          | P2      |
| 06-08-12 | México         | 3 - 0     | Guatemala      | 25-13 | 25-12 | 25-9  |       |       | 75 - 34          | P2      |
| 07-08-12 | Estados Unidos | 3 - 0     | Guatemala      | 25-6  | 25-5  | 25-12 |       |       | 75 - 23          | P2      |
| 07-08-12 | México         | 3 - 0     | Costa Rica     | 25-15 | 25-11 | 25-10 |       |       | 75 - 36          | P2      |
| 08-08-12 | Costa Rica     | 2 - 3     | Guatemala      | 21-25 | 25-17 | 26-24 | 17-25 | 11-15 | 100 - 106        | P2      |
| 08-08-12 | México         | 0 - 3     | Estados Unidos | 14-25 | 12-25 | 17-25 |       |       | 43 - 75          | P2      |

### Grupo B

#### Clasificación
| Pos | Equipo               | PJ | PG | PP | SF | SC | DS | PTS |
| --- | -------------------- | -- | -- | -- | -- | -- | -- | --- |
| 1   | República Dominicana | 2  | 2  | 0  | 6  | 0  | 6  | 10  |
| 2   | Puerto Rico          | 2  | 1  | 1  | 3  | 3  | 0  | 5   |
| 3   | Trinidad y Tobago    | 2  | 0  | 2  | 0  | 6  | -6 | 0   |

#### Resultados
| Fecha    |                      | Resultado |                   | Set   | Set   | Set   | Set | Set | Puntuación Total | Reporte |
| Fecha    | 1                    | Resultado | 2                 | 3     | 4     | 5     |     |     | Puntuación Total | Reporte |
| -------- | -------------------- | --------- | ----------------- | ----- | ----- | ----- | --- | --- | ---------------- | ------- |
| 06-08-12 | Puerto Rico          | 3 - 0     | Trinidad y Tobago | 25-7  | 25-7  | 25-8  |     |     | 75 - 22          | P2      |
| 07-08-12 | República Dominicana | 3 - 0     | Trinidad y Tobago | 25-8  | 25-6  | 25-5  |     |     | 75 - 19          | P2      |
| 08-08-12 | República Dominicana | 3 - 0     | Puerto Rico       | 25-20 | 25-21 | 25-19 |     |     | 75 - 60          | P2      |

## Fase final
|  | Cuartos de final     | Cuartos de final     |                |             | Semifinales | Semifinales |  |  | Final    | Final |
|  |                      |                      |                |             |             |             |  |  |          |       |
|  |                      |                      |                |             |             |             |  |  |          |       |
|  |                      |                      |                |             |             |             |  |  |          |       |
|  |                      |                      |                |             |             |             |  |  |          |       |
|  | 10-08-12             |                      |                |             |             |             |  |  |          |       |
|  |                      |                      |                |             |             |             |  |  |          |       |
|  | Estados Unidos       | 3                    |                |             |             |             |  |  |          |       |
|  | Estados Unidos       | 3                    | 09-08-12       |             |             |             |  |  |          |       |
|  |                      | Puerto Rico          | 1              |             |             |             |  |  |          |       |
|  | Puerto Rico          | Puerto Rico          | 1              | 3           |             |             |  |  |          |       |
|  | Puerto Rico          |                      | 11-08-12       | 3           |             |             |  |  |          |       |
|  | Guatemala            | 0                    |                |             |             |             |  |  |          |       |
|  | Guatemala            | 0                    | Estados Unidos | 3           |             |             |  |  |          |       |
|  |                      |                      | Estados Unidos | 3           |             |             |  |  |          |       |
|  |                      | República Dominicana | 1              |             |             |             |  |  |          |       |
|  |                      | República Dominicana | 1              |             |             |             |  |  |          |       |
|  | 10-08-12             |                      |                |             |             |             |  |  |          |       |
|  |                      |                      |                |             |             |             |  |  |          |       |
|  | República Dominicana | 3                    | 3er puesto     | 3er puesto  |             |             |  |  |          |       |
|  | República Dominicana | 3                    | 3er puesto     | 3er puesto  | 09-08-12    |             |  |  |          |       |
|  |                      | México               | 0              |             |             |             |  |  |          |       |
|  | México               | México               | 0              | 3           | México      | 3           |  |  |          |       |
|  | México               |                      |                | 3           | México      | 3           |  |  |          |       |
|  | Trinidad y Tobago    | 0                    |                | Puerto Rico | 2           |             |  |  |          |       |
|  | Trinidad y Tobago    | 0                    |                |             | 2           |             |  |  |          |       |
|  |                      |                      |                |             |             |             |  |  | 11-08-12 |       |
|  |                      |                      |                |             |             |             |  |  |          |       |

### Cuartos de final
| Fecha    |             | Resultado |                   | Set  | Set   | Set   | Set | Set | Puntuación Total | Reporte |
| Fecha    | 1           | Resultado | 2                 | 3    | 4     | 5     |     |     | Puntuación Total | Reporte |
| -------- | ----------- | --------- | ----------------- | ---- | ----- | ----- | --- | --- | ---------------- | ------- |
| 09-08-12 | Puerto Rico | 3 - 0     | Guatemala         | 25-8 | 25-10 | 25-18 |     |     | 75 - 36          | P2      |
| 09-08-12 | México      | 3 - 0     | Trinidad y Tobago | 25-6 | 25-10 | 25-5  |     |     | 75 - 21          | P2      |

### Semifinales
| Fecha    |                      | Resultado |             | Set   | Set   | Set   | Set | Set | Puntuación Total | Reporte |
| Fecha    | 1                    | Resultado | 2           | 3     | 4     | 5     |     |     | Puntuación Total | Reporte |
| -------- | -------------------- | --------- | ----------- | ----- | ----- | ----- | --- | --- | ---------------- | ------- |
| 10-08-12 | Estados Unidos       | 3 - 0     | Puerto Rico | 25-8  | 25-10 | 25-18 |     |     | 75 - 36          | P2      |
| 10-08-12 | República Dominicana | 3 - 0     | México      | 25-22 | 25-22 | 25-12 |     |     | 75 -56           | P2      |

### Partido por el 5.º Puesto
| Fecha    |           | Resultado |                   | Set  | Set   | Set   | Set | Set | Puntuación Total | Reporte |
| Fecha    | 1         | Resultado | 2                 | 3    | 4     | 5     |     |     | Puntuación Total | Reporte |
| -------- | --------- | --------- | ----------------- | ---- | ----- | ----- | --- | --- | ---------------- | ------- |
| 10-08-12 | Guatemala | 3 - 0     | Trinidad y Tobago | 25-8 | 25-13 | 25-17 |     |     | 75 - 32          | P2      |

### Partido por el3.erPuesto/Medalla de Bronce
| Fecha    |        | Resultado |             | Set   | Set   | Set   | Set   | Set   | Puntuación Total | Reporte |
| Fecha    | 1      | Resultado | 2           | 3     | 4     | 5     |       |       | Puntuación Total | Reporte |
| -------- | ------ | --------- | ----------- | ----- | ----- | ----- | ----- | ----- | ---------------- | ------- |
| 11-08-12 | México | 3 - 2     | Puerto Rico | 25-23 | 22-25 | 25-17 | 21-25 | 15-13 | 108 - 103        | P2      |

### Final
| Fecha    |                      | Resultado |                | Set   | Set   | Set   | Set   | Set | Puntuación Total | Reporte |
| Fecha    | 1                    | Resultado | 2              | 3     | 4     | 5     |       |     | Puntuación Total | Reporte |
| -------- | -------------------- | --------- | -------------- | ----- | ----- | ----- | ----- | --- | ---------------- | ------- |
| 11-08-12 | República Dominicana | 1 - 3     | Estados Unidos | 25-21 | 17-25 | 23-25 | 15-25 |     | 80 -96           | P2      |

## Clasificación General
| Puesto | Equipos              |
| ------ | -------------------- |
|        | Estados Unidos       |
|        | República Dominicana |
|        | México               |
| 4      | Puerto Rico          |
| 5      | Guatemala            |
| 6      | Trinidad y Tobago    |
| 7      | Costa Rica           |

| – | Campeón y Clasificado al Mundial Tailandia 2013 |
| – | Clasificado al Mundial Tailandia 2013           |

| Brasil                   |
| Campeón                  |
| Estados Unidos 7º Título |

## Distinciones individuales
| Distinción      | Nombre             | Equipo               |
| --------------- | ------------------ | -------------------- |
| MVP             | Carli Snyder       | Estados Unidos       |
| Mejor Ataque    | Brayelin Martínez  | República Dominicana |
| Mejor Anotadora | Brayelin Martínez  | República Dominicana |
| Mejor Bloqueo   | Daniela Vargas     | Costa Rica           |
| Mejor Servicio  | Fernanda Bañuelos  | México               |
| Mejor Armadora  | Taylor Tashima     | Estados Unidos       |
| Mejor Recepción | Kimberly Gutiérrez | México               |
| Mejor Defensa   | Kimberly Gutiérrez | México               |
| Mejor Libero    | Kimberly Gutiérrez | México               |